# Antonín Rozsypal (odbojář)
Antonín Rozsypal (11. dubna 1890 Kvasice – 17. prosince 1941 Koncentrační tábor Mauthausen) byl český propagátor tábornického hnutí, odbojář z období druhé světové války a oběť nacismu.

## Život
Antonín Rozsypal se narodil 11. dubna 1890 v Kvasicích do rodiny podruha Josefa Rozsypala a jeho manželky Julie, roz. Smutné. Ve třicátých letech dvacátého století působil v Kroměříži. Byl členem Sokola, profesí byl chemik, fotografoval, propagoval tábornické hnutí a výchovu mládeže v přírodě. V Kudlovické dolině v Chřibech založil v roce 1935 tábor s lesní školou, který byl v období habešské války ze solidarity s napadenou zemí pojmenován Habeš. Po německé okupaci v roce 1939 se v Kroměříži zapojil do protinacistického odboje v rámci Skupiny 500. Došlo ke zradě, Antonín Rozsypal i přes varování odjel s odbojovými dokumenty do Kudlovické doliny, kde byl 19. září 1941 zatčen gestapem. Vězněn byl v Brně a v koncentračním táboře Mauthausen, kde 17. prosince 1941 zahynul.

## Posmrtná ocenění
- Pamětní deska Antonína Rozsypala od sochaře Silvestra Harny byla odhalena v roce 1946 v blízkosti tábora v Kudlovické dolině na skalním útvaru Budačina.
- Lesní tábor založený Antonínem Rozsypalem v Kudlovické dolině nese název Rozsypalova lesní osada.[2]